# Javad Sadatinejad
Seyed Javad Sadatinejad (1972) è un politico iraniano, Ministro dell'agricoltura Jihad nel governo Raisi.